# Sasha Mäkilä
Sasha Mäkilä (né le 19 juin 1973) est un chef d'orchestre finlandais et assistant de l’Allemand Kurt Masur à l’Orchestre national de France. Il est lauréat en 2006 du Concours International de direction Vakhtang Jordania.
Il dirige de nombreux orchestres en Finlande et en Russie et fait ses débuts lyriques en 2004 avec Der Schauspieldirektor de Mozart au Conservatoire d'Helsinki. En 2005 il dirige la création des Enfants terribles de Philip Glass au Skaala Opera d’Helsinki.